# La Pernía
La Pernía é um município da Espanha na província de Palência, comunidade autónoma de Castela e Leão, de área 165,67 km² com população de 423 habitantes (2007) e densidade populacional de 2,66 hab/km².

## Demografia
| Variação demográfica do município entre 1991 e 2004 | Variação demográfica do município entre 1991 e 2004 | Variação demográfica do município entre 1991 e 2004 | Variação demográfica do município entre 1991 e 2004 |
| --------------------------------------------------- | --------------------------------------------------- | --------------------------------------------------- | --------------------------------------------------- |
| 1991                                                | 1996                                                | 2001                                                | 2004                                                |
| 539                                                 | 493                                                 | 447                                                 | 440                                                 |